# Kanton Saint-Gervais-d’Auvergne

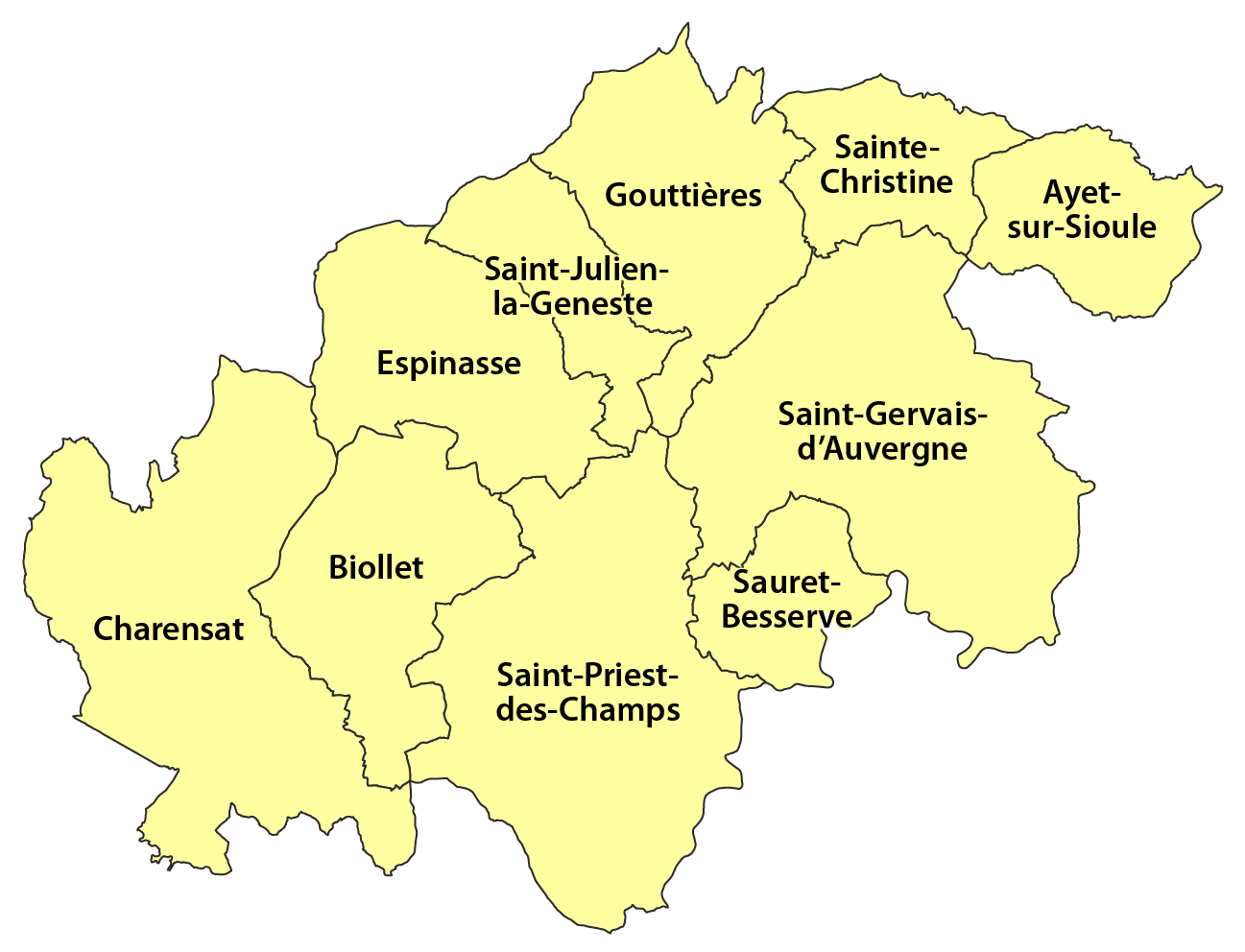
Dem Kanton angehörige Gemeinden

Der Kanton Saint-Gervais-d’Auvergne war bis 2015 ein französischer Wahlkreis im Arrondissement Riom, im Département Puy-de-Dôme und in der Region Auvergne-Rhône-Alpes; sein Hauptort war Saint-Gervais-d’Auvergne. Vertreter im Generalrat des Départements war zuletzt von 1998 bis 2015, zuletzt 2008 wiedergewählt, Michel Girard.
Der zehn Gemeinden umfassende Kanton war 261,44 km² groß und hatte 4166 Einwohner (Stand: 2012). 

## Gemeinden
| Gemeinde                 | Einwohner Jahr | Fläche km² | Bevölkerungsdichte | Postleitzahl | Code INSEE |
| ------------------------ | -------------- | ---------- | ------------------ | ------------ | ---------- |
| Ayat-sur-Sioule          | 147 (2013)     | –          | – Einw./km²        | 63390        | 63025      |
| Biollet                  | 327 (2013)     | –          | – Einw./km²        | 63640        | 63041      |
| Charensat                | 517 (2013)     | –          | – Einw./km²        | 63640        | 63094      |
| Espinasse                | 294 (2013)     | –          | – Einw./km²        | 63390        | 63152      |
| Gouttières               | 357 (2013)     | –          | – Einw./km²        | 63390        | 63171      |
| Sainte-Christine         | 147 (2013)     | –          | – Einw./km²        | 63390        | 63329      |
| Saint-Gervais-d’Auvergne | 1310 (2013)    | –          | – Einw./km²        | 63390        | 63354      |
| Saint-Julien-la-Geneste  | 128 (2013)     | –          | – Einw./km²        | 63390        | 63369      |
| Saint-Priest-des-Champs  | 740 (2013)     | –          | – Einw./km²        | 63640        | 63388      |
| Sauret-Besserve          | 175 (2013)     | –          | – Einw./km²        | 63390        | 63408      |

## Bevölkerungsentwicklung
| 1962 | 1968 | 1975 | 1982 | 1990 | 1999 | 2006 |
| ---- | ---- | ---- | ---- | ---- | ---- | ---- |
| 5664 | 6157 | 5094 | 4630 | 4282 | 4158 | 4212 |